# AgustaWestland AW169
Die AgustaWestland AW169 ist ein zehnsitziger, zweimotoriger Mehrzweckhubschrauber mit Turbinenantrieb des italienischen Rüstungskonzerns Leonardo. Die AW169 wird sowohl für zivile als auch militärische Zwecke verwendet. 

## Geschichte
2008 wurde bereits unter dem Projektnamen XX9 auf der Farnborough International Airshow öffentlich von AgustaWestland über einen neuen Hubschrauber gesprochen. Die AW169 wurde am 19. Juli 2010 auf der 47. Farnborough International Airshow der Öffentlichkeit vorgestellt und wird als Konkurrenzprodukt zur Eurocopter EC 145 und zur Eurocopter Dauphin angesehen. Die Zulassung für den 4,5 Tonnen schweren Hubschrauber erfolgt nach CS-29, die Indienststellung soll frühestens 2014 beginnen. Der Erstflug erfolgte am 10. Mai 2012 am Stützpunkt von AgustaWestland in Cascina Costa bei Samarate. Im Juli und im November 2012 wurde jeweils ein Prototyp der Testflotte hinzugefügt. Der vierte Prototyp hatte am 31. Januar 2013 seinen Erstflug in Cascina Costa. Bis Ende 2012 lagen 70 Bestellungen für den neuen Hubschraubertyp vor. Die Produktion hat begonnen und die erste Auslieferung sollte ursprünglich im 2. Quartal 2014 erfolgen. Der Hubschrauber hat die Zulassung durch die EASA am 15. Juli 2015 erhalten.

## Varianten

AW169 des Bundesheeres

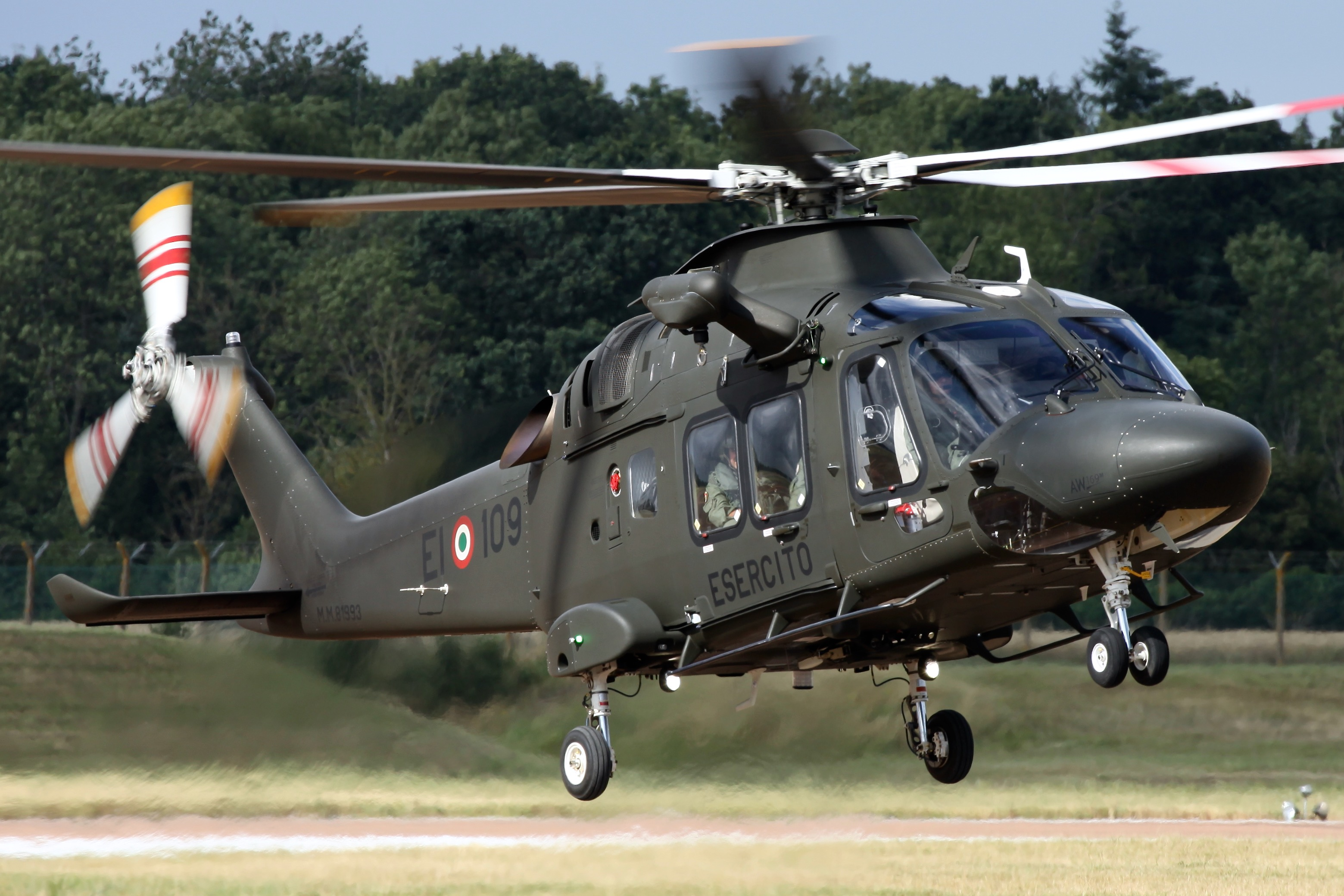
AW169 der Aviazione dell’Esercito

### AW169
Variante für den zivilen Einsatz.

### AW169M (Multiruolo)
Militarisierte Variante, ermöglicht das Tragen von Waffen.

#### AW169MA (Multiruolo Avanzato)
Anpassungen für Truppentransport, logistische Unterstützung, Luftnahunterstützung, Nachrichtengewinnung und Aufklärung.

## Konstruktion
Das Cockpit ist unter anderem ausgestattet mit drei Aktiv-Matrix-Displays, einem Flight Management System, Wide Area Augmentation System und ACAS von Rockwell Collins. Als Antrieb dienen zwei Pratt & Whitney PW210 mit FADEC, einem volldigitalen Triebwerksregler.

## Technische Daten

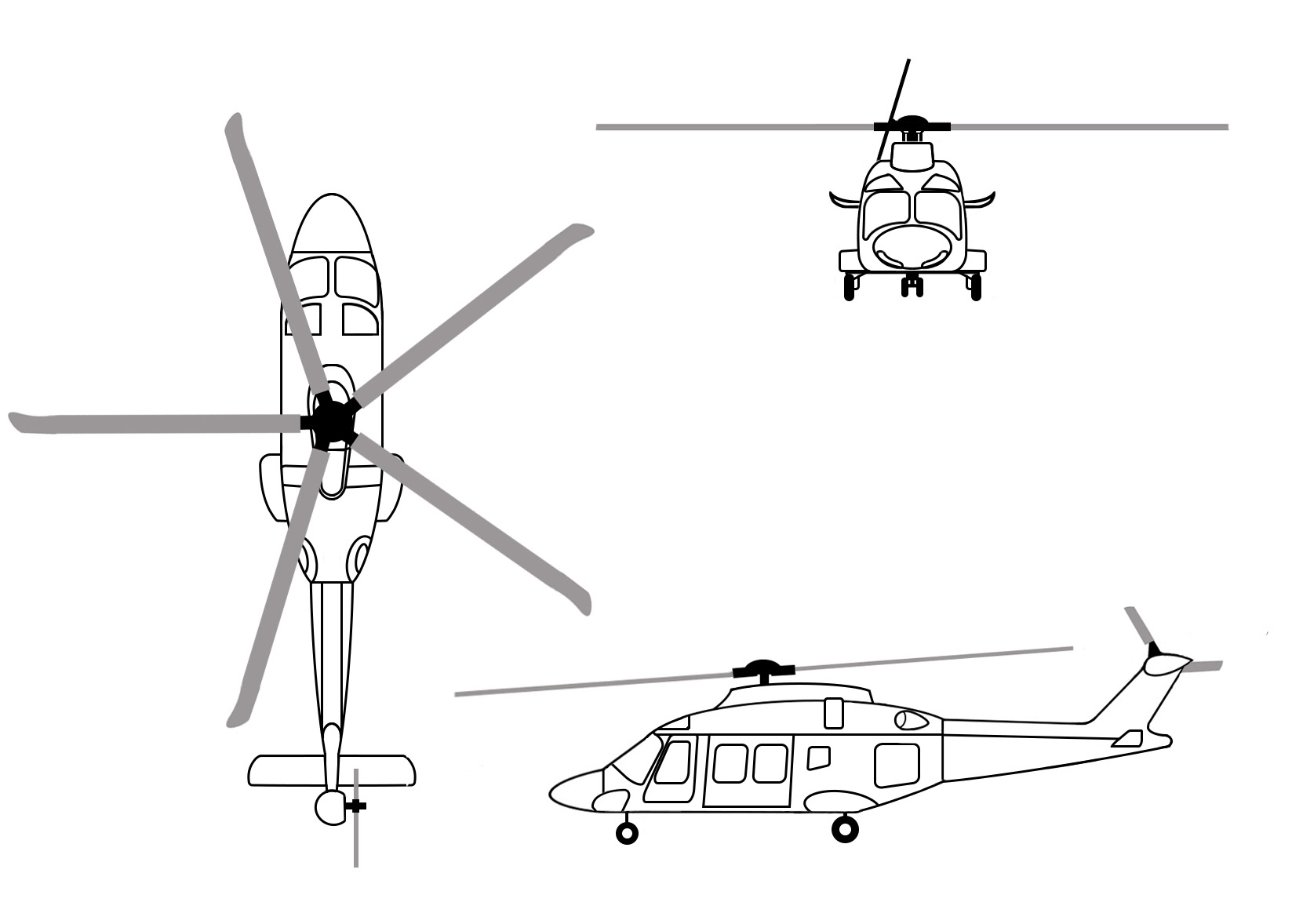
Dreiseitenriss AW169

| Kenngröße             | Daten                                                        |
| --------------------- | ------------------------------------------------------------ |
| Besatzung             | 1–2                                                          |
| Passagiere            | bis zu 11                                                    |
| Rumpflänge            | 12,19 m                                                      |
| Rumpfbreite           | 2,15 m                                                       |
| Rumpfhöhe             | 3,88 m                                                       |
| Länge über alles      | 14,65 m (Rotor dreht)                                        |
| Höhe über alles       | 4,50 m (Rotor dreht)                                         |
| Hauptrotordurchmesser | 12,12 m                                                      |
| Heckrotordurchmesser  | 2,40 m                                                       |
| Nutzlast              | 1.800 kg / 2.000 kg*                                         |
| Leermasse             | ca. 2.800 kg (je nach Setup)                                 |
| max. Startmasse       | 4.600 kg / 4.800 kg (*durch Upgrade)                         |
| Reisegeschwindigkeit  | 268 km/h / 145 kts                                           |
| HIGE                  | 14.500 ft                                                    |
| HOGE                  | 11.000 ft                                                    |
| Dienstgipfelhöhe      | 15.000 ft (4.500 m)                                          |
| Reichweite            | 860 km                                                       |
| max. Endurance        | 4h20min (ISA, MTOW)                                          |
| Triebwerke            | 2 × Pratt & Whitney PW210A mit je 1.100 PS und 2-Kanal FADEC |
| Autopilot             | 4-Achsen mit „Hover-Automatik“                               |
| NVG Cockpit           | ja                                                           |
| De-Icing              | aktuell in Erprobung                                         |

## Militärische Nutzer
Argentinien
Gendarmería Nacional Argentina: 1 Als der erste Polizeikunde tritt die Gendarmerie Argentiniens in Erscheinung, die 2017 den ersten AW169 erhält.
 Dominikanische Republik
Fuerza Aérea de la Republica Dominicana: 4 AW169 (Auslieferung 2024)
 Italien
Guardia di Finanza: 22 UH-169A (1 Exemplar durch Absturz verloren)
Aviazione dell’Esercito: 17, 2 UH-169B (Trainer), 25 UH-169D (LUH)
Carabinieri: 6 UH-169C
 Katar
Katarische Luftwaffe: 4 AW169.
 Nordmazedonien
Armee der Republik Nordmazedonien: 3 AW169M (Auswahlentscheidung 2024)
 Österreich
Bundesheer: 36, 12 AW169B „Lion“ (Trainer), 24 AW169MA „Lion“ (Mehrrollenvariante)
Im Herbst 2020 gab das österreichische Bundesministerium für Landesverteidigung bekannt, 18 Exemplare mit Lieferzeiten von 2022 und 2023 zu bestellen. Der Vertrag wurde am 2. Dezember 2021 unterschrieben. Durch die Ausübung einer Option wurden im Jahr 2022 weitere 18 der Hubschrauber durch Österreich bestellt. Zunächst waren vier AW169B der Folgebestellung für die Flugpolizei des österreichischen Bundesministeriums für Inneres vorgesehen. Wegen juristischer Bedenken wurde das Vorhaben jedoch Anfang Dezember 2022 verworfen. Die Auslieferung begann Ende 2022.

## Zwischenfälle
Bei einem Absturz am 27. Oktober 2018 nahe dem King Power Stadium in Leicester in Großbritannien sind fünf Personen ums Leben gekommen, darunter der thailändische Milliardär Vichai Srivaddhanaprabha. Er war Eigentümer des thailändischen Unternehmens King Power, des englischen Fußballvereins Leicester City und des belgischen Fußballvereins Oud-Heverlee Löwen.
Zweieinhalb Jahre später, am 27. März 2021, verunglückte ein AW169 beim Start auf dem Bozener Flughafen. Die Maschine der Guardia di Finanza geriet beim Rollen in eine immer schnellere Linksrotation, bis sie auf die rechte Seite kippte. Alle Rotorblätter rissen ab, die Maschine wurde stark beschädigt, während die Insassen nur leicht verletzt wurden. Die Ursache war zunächst unklar.